# Robert Ivanov
Robert Ivanov, né le 19 septembre 1994 à Helsinki, est un footballeur international finlandais, qui évolue au poste de défenseur central à l'Astéras Trípolis.

## Biographie

### En club

#### Jeunesse
Robert Ivanov naît le 19 septembre 1994 à Helsinki d'un père russe et d'une mère finnoise d'Ingrie. Sa mère, Nelli Pakki, était handballeuse internationale estonienne et son frère était basketteur pour l'équipe universitaire américaine.
Il effectue sa formation au FC Kontu (en), à l'HJK Helsinki, au FC Viikingit, puis au PK-35. En 2013, il rejoint le FC Myllypuro (en), qui évolue en troisième division. Après une saison, il est transféré au FC Viikingit, un de ses clubs formateurs, qui évolue aussi en Kakkonen, le troisième échelon du football finlandais.

#### FC Honka
Le 8 mars 2016, il rejoint le FC Honka. Dès sa première saison, Ivanov et son club sont promus en deuxième division (Ykkönen) en terminant premier du groupe B de Kakkonen, et en éliminant l'Oulun Palloseura en play-offs (2-2 à l'aller, 2-1 au retour avec le but de la victoire inscrit par Ivanov sur penalty). La saison suivante, le FC Honka enchaîne avec l'obtention la seconde place d'Ykkönen et domine l'Helsinki IFK (en) en barrage de promotion-relégation (0-0, 1-1), et est ainsi promu en première division. Ivanov reste un titulaire indiscutable avec le club d'Espoo en Veikkausliiga. En juillet et septembre 2018, il est nommé dans l'équipe du mois de Veikkausliiga. Le 27 août 2020, Ivanov participe au premier match européen de sa carrière, dans le cadre du premier tour de qualification à la Ligue Europa, perdu 5 buts à 2 face aux Danois de l'AGF Aarhus.

#### Warta Poznań
Le 1er septembre 2020, il rejoint la Pologne et le Warta Poznań, et paraphe un contrat de deux saisons plus une en option avec le club promu en première division. Il s'impose comme un titulaire indiscutable dès sa première saison chez les Zieloni, avec 23 apparitions. Le club termine à la 5e place, échouant à la différence de buts à une qualification aux tours de qualification à la nouvelle Ligue Europa Conférence.

### En sélection
Le 8 janvier 2019, appelé par Markku Kanerva, il dispute son premier match avec l'équipe de Finlande, en remplaçant Albin Granlund à 5 minutes de l'issue d'un match amical face à la Suède (victoire 1-0). Trois jours plus tard, il est titularisé lors de la défaite 2-1 face à l'Estonie en amical.
En 2021, après deux ans d'absence, il dispute à nouveau un match avec les Huuhkajat le 31 mars en Suisse (défaite 3-2 en amical). Il est convoqué par Markku Kanerva pour disputer l'Euro 2020, le premier de l'histoire de la sélection finlandaise. Robert Ivanov ne dispute pourtant aucun match durant la compétition, et la Finlande termine à la 3e place du groupe B, mais n'est pas classée dans les meilleurs troisièmes de groupe et voit donc son parcours s'arrêter en phase de poules.